# 逗子とんぼ
逗子 とんぼ（ずし とんぼ、1929年11月5日 - ）は、日本の俳優、コメディアン。

## 来歴・人物
日本大学芸術学部卒業。大学卒業後、新派の地方巡業一座、清水金一一座などで下積み生活を送る。1955年、これで芽が出なかった廃業することを考えながら、三木鶏郎主宰のトリローグループに参加し、三木門下に入る。芸名も三木が名付けた。芸名はみんなで海水浴に行った時に生まれたという。昭和30年代初め頃（1955年頃）から歌と洋舞とコントの得意な“二枚目半”として活躍。色川武大は彼の風貌をして「万年青年のよう」と評し、その風貌は「どの番組に出ても邪魔にならない」として「各テレビ局がまだ整備されていなかった時代、重量感のある番組が制作出来なかった当時は打って付けのタレントだった」としている。
1963年時点では中川プロに所属。
自らの活動の傍ら、「逗子とんぼ劇団」を主宰して年1回公演をすることを目標に活動、1年間稼いだ金を年1回の劇団活動につぎ込んでいた。1989年当時は東京・高田馬場のラーメン店でアルバイトをしており、この時もアルバイトで得た金は劇団活動に充てていた。

## エピソード
- 三木鶏郎門下に入る前は、元々シミキンこと清水金一の弟子だったこともあり[7]、三木門下入り後も清水に私淑していたという[7]。
- 色川武大によると、野坂昭如が逗子のマネージャーだったことがあるらしいとのこと[7]。
- 1958年頃、日本テレビでクイズ・ゲーム番組『スピードゲーム』の司会を務めていた[4]。その司会振りは“あわてん坊”との評判があり[4]、早押しクイズにおいても「どっちが早かった？」などと逗子が解答者に訊くというあわて振りで、色川武大はこの様子を「これは自分の中でベスト3に入る面白さ」だったとしている[7]。しかしこのスピードゲームの司会は3週か4週で降ろされ、後任は逗子のライバルと言われた藤村有弘となって、「藤村に代わったら番組が器用にまとまってしまって面白くなくなった」「なぜ（逗子を）降ろしたのか憤慨した」と色川は述べている[7]。

## 出演作品

### 映画
- 坊ちゃんの特ダネ記者（1957年）
- 月と接吻（1957年）
- 続ちゃっきり金太（1957年）
- 次郎長意外伝 灰神楽木曾の火祭（1958年、囚人B）
- サザエさんの新婚家庭（1959年）
- サザエさんの脱線奥様（1959年）
- 忍術武者修行（1960年）
- 落語天国紳士録（1960年）
- 街の噂も三十五日（1960年）
- 天使が俺を追い駈ける（1961年、医者）
- 大当り百発百中（1961年）
- 東京ドドンパ娘（1961年）
- 青い狩人（1961年）
- 週末屋繁昌記（1962年）
- サラリーマン物語 新入社員第一課（1962年）
- 女弥次喜多 タッチ旅行（1963年）
- ニッポン珍商売（1963年）
- 夜の片鱗（1964年）
- 雲を呼ぶ講道館（1965年）
- やくざ非情史 血の決着（1970年）
- 罠にはまった男（1972年）
- 超能力だよ全員集合!!（1974年、教団の配下）
- 地獄の蟲（1979年、服部辰馬）
- 麻雀放浪記（1984年、荘家）
- バカヤロー!2 幸せになりたい。（1989年）
- 紅蓮華（1993年）
- ソナチネ（1993年、北島組組長）
- 怖がる人々（1994年、会社の男）
- 恋は舞い降りた。（1997年、亀山老人）
- 復讐 THE REVENGE 消えない傷痕（1997年、小笠原陶一郎）

### ドラマ
- 台風家族 （1960年、TBS）[5]
- 快獣ブースカ 第14話「ブースカ踊る」（1967年、NTV / 円谷プロ） - ワンツー・プロダクション社員
- 東京ロマン 花と蝶（1969年）
- キカイダー01 第11話「怪談 地下秘密基地の幽霊女」（1973年、NET / 東映） - 酔っ払いのサラリーマン
- 風雲ライオン丸 第21話「危うし! 伊賀の三兄弟」（1973年、CX / ピープロ） - 一郎左
- がんばれ!!ロボコン 第58話「ガッツラヒョイ! びっちらロボット運動会」（1975年、NET / 東映） - 板前
- 青春の門（1976年）
- 西遊記II 第20話「燃えた屏風の七福神」（1980年、NTV / 国際放映） - 寿老人
- 十時半睡事件帖（1994年、林田彦兵衛）

### 人形劇
- チロリン村とくるみの木（ミスター・パイ・ナップル）

### 吹き替え
- わんわん物語（ダクシー）※1956年版

### バラエティ
- スピードゲーム （1958年、日本テレビ）- 初代司会[4]